# Ośno Dolne
Ośno Dolne – część wsi Ośno Górne w Polsce, położona w województwie wielkopolskim, w powiecie konińskim, w gminie Sompolno, przy drodze wojewódzkiej nr 269.
W latach 1975–1998 Ośno Dolne administracyjnie należało do województwa konińskiego.